# Haga Asahi
Asahi Haga (sinh ngày 30 tháng 7 năm 2000) là một cầu thủ bóng đá người Nhật Bản.

## Sự nghiệp câu lạc bộ
Asahi Haga đã từng chơi cho FC Tokyo.